# Oberwil-Lieli
Oberwil-Lieli (hasta 1984 Oberwil AG) es una comuna suiza del cantón de Argovia, situada en el distrito de Bremgarten. Limita al norte con la comuna de Berikon, al noreste con Birmensdorf (ZH), al este con Aesch (ZH), al sureste con Arni, al sur con Unterlunkhofen, y al oeste con Zufikon.

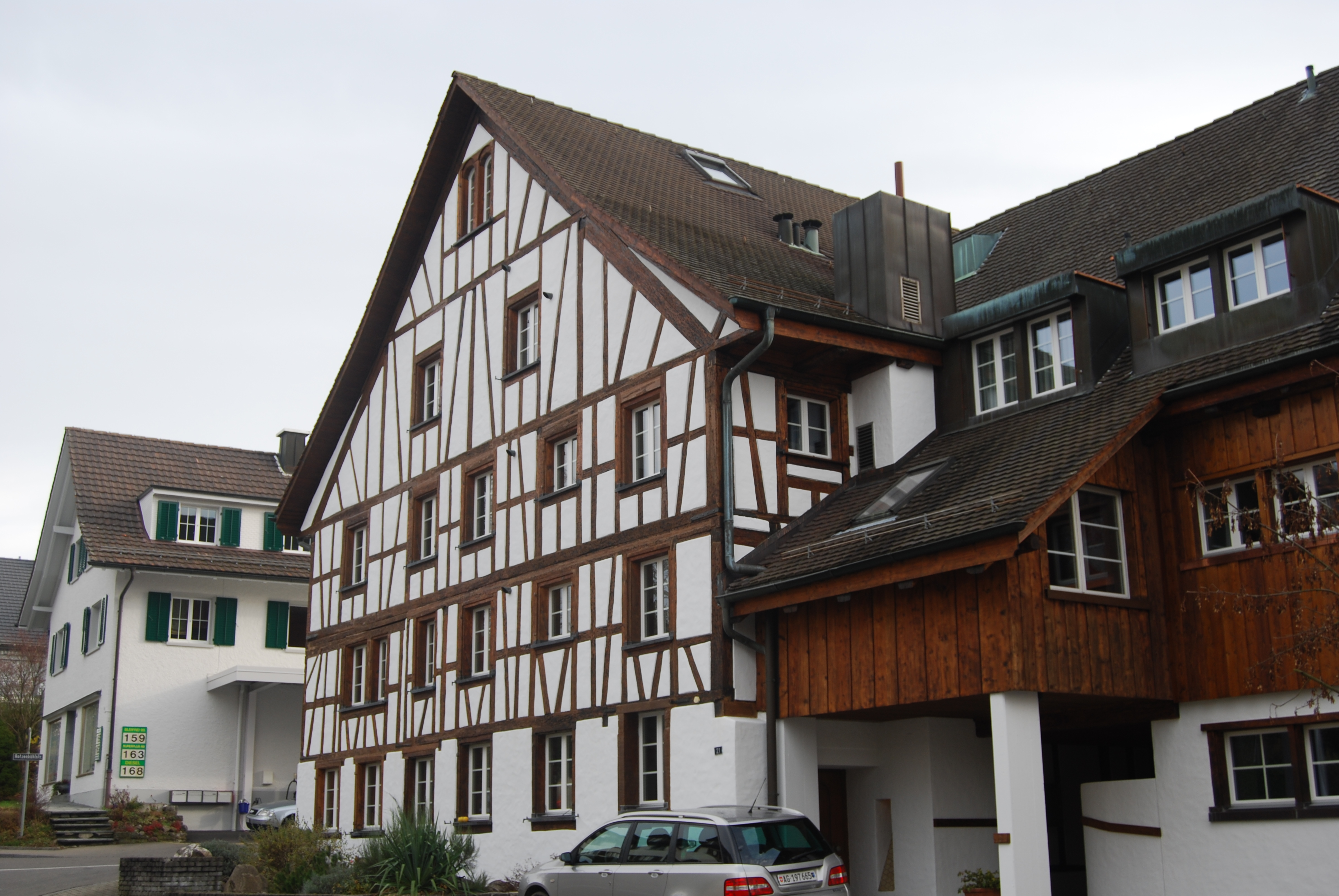
Oberwil-Lieli.